# المجامع
المجامع هي فكرة قديمة جدا ففي الوثنية كان الملوك يختارونهم بعد عقد مجمع يقر وفيه لاختيار الملك المراد تنصيبه وكان لهذه المجامع اختصاصات أخرى مثل : الدخول في الحرب أو في عقد الصلح أو الهدنة وكانت تسيطر على هذه المجامع روح الشورى وكانت أيضا تنتشر عند قدماء المصريين وفي اليهودية كانت هناك مجامع وكان يكتفي بوجود عشرة رجال في مكان ما يصرح لهم بإقامة مجمع وكان في أورشليم أربعمائة مجمع تضم طوائفها المختلفة ومن المجامع اليهودية تلك التي عقدها كهنة اليهود على السيد المسيح وكذلك المجامع التي انعقدت لمحاكمة التلاميذ من اجل كرازتهم باسم الرب يسوع المسيح.

## أقسام المجامع
تعقد المجامع لمناقشة أمور الكنيسة وتنقسم إلى:-
1. مجامع عامة:يجتمع فيها الأساقفة لعرض مسائل الكنيسة ويحلونها بطريقة الشورى وقررت قوانين الكنيسة أن تكون مرتين في السنة الأولى الجمعة الرابعة من الخماسين المقدسة، الثانية اليوم الثاني من شهر بابه ومن أمثلتها:-

- المجمعين الذي عقدهما البابا الكسندروس بسبب بدعة اريوس 319م، 321م.
- المجمع الذي عقده البابا ديمتريوس الكرام231م للنظر في أمر العلامة اوريجينوس.

1. -مجامع مكانية:- يجتمع فيها الأساقفة بالكهنة والشمامسة لتدبير أمور الابراشية كل على حده.

ومن أمثلتها:- +مجمع قرطاجنة 257م، +مجمع انقرة 314م، +مجمع قيسارية الجديدة 315م
3-مجامع مسكونية:- وسميت مسكونية لأنها تعقد على مستوى المسكونة كلها ويحضرها أساقفة كل المسكونة شرقا وغربا.
أسباب انعقاد المجامع المسكونية :-
التعاليم المخالفة لتعاليم الكنيسة المسلمة من السيد المسيح رأسا والآباء والرسل
شروط انعقاد المجامع المسكونية:-
1-لأجل بدعة أو شقاق 2-لتقرر شيء جديد 3-لابد أن تجتمع بدعوة من الإمبراطور المسيحي
4-لابد أن يحضرها غالبية الأساقفة شرقا وغربا.
ومن امثلتها:- 1-مجمع نيقية 325م 2-مجمع القسطنطينية 381م 3-مجمع افسس:الأول431م الثاني 449م

## المجامع البوذية
عقد أول
مجمع بوذي [الإنجليزية]
عقب وفاة بوذا نحو أربعمائة عام قبل الميلاد تحت رعاية الملك الهندي أجاتاراشترو. 